# La Celle-sur-Morin
La Celle-sur-Morin is een gemeente in het Franse departement Seine-et-Marne (regio Île-de-France) en telt 1183 inwoners (2005). De plaats maakt deel uit van het arrondissement Meaux.

## Geografie
De oppervlakte van La Celle-sur-Morin bedraagt 7,3 km², de bevolkingsdichtheid is 162,1 inwoners per km².

## Aangrenzende gemeenten
De gemeente van La Celle-sur-Morin maakt deel uit van het kanton Coulommiers.
| Aangrenzende gemeenten | Aangrenzende gemeenten | Aangrenzende gemeenten | Aangrenzende gemeenten | Aangrenzende gemeenten |
| ---------------------- | ---------------------- | ---------------------- | ---------------------- | ---------------------- |
|                        |                        |                        |                        | Pommeuse               |
|                        |                        |                        |                        |                        |
| Guérard                | Faremoutiers           |                        |                        |                        |
|                        |                        |                        |                        |                        |
|                        |                        | Hautefeuille           |                        |                        |

De onderstaande kaart toont de ligging van La Celle-sur-Morin met de belangrijkste infrastructuur en aangrenzende gemeenten.

## Demografie
Onderstaande figuur toont het verloop van het inwonertal (bron: INSEE-tellingen).